# (4642) Murchie
(4642) Murchie (1990 QG4) – planetoida z pasa głównego asteroid okrążająca Słońce w ciągu 5 lat i 241 dni w średniej odległości 3,17 j.a. Odkryta 23 sierpnia 1990 roku.